# Sabotage!
Sabotage! és una pel·lícula de comèdia del 2000 de coproducció entre Espanya, França i Gran Bretanya, dirigida per Esteban Ibarretxe i José Miguel Ibarretxe del 2000, basada en la batalla de Waterloo.

## Argument
Els fets tenen lloc el 1815. Per remuntar la moral la vigília de la gran batalla, es fa una actuació patriòtica al campament francès, que acaba amb un discurs de l'emperador Napoleó. S'està preparant un intent d'assassinat contra ell, però el caporal Armani mata el conspirador amb un tret a l'atzar. Napoleó, agraït, el promou a mariscal de camp.
L'endemà, l'espia anglesa Lady Edwina penetra al campament francès. Se la confon erròniament amb un espia belga que torna d'una missió del camp enemic. Napoleó i Edwina s'enamoren l'un de l'altre a primera vista, però el deure és el deure: a la primera oportunitat, Edwina, després d'haver robat el Pla de Batalla General, fuig cap al comandant en cap dels anglesos, Lord Wellington. Després d'haver-se assabentat d'això, Napoleó la va darrere, disfressat de gitana i deixa a Armani com a comandant durant la seva absència. Però Armani pateix deliris de grandesa, de vegades s'imagina Bonaparte. I ara, després d'haver rebut el poder, es posa una capa i un barret i condueix les tropes a l'atac (així expliquen els autors de la pel·lícula els errors tàctics del comandament francès).
Com a resultat de la batalla, l'exèrcit francès va ser derrotat i els britànics van capturar dos Napoleons alhora: el veritable, que va ser ferit al cap mentre intentava escapar, i que ara es considera un simple granger, i Armani, qui afirma que Bonaparte és ell. El judici d'ambdós està presidit pel mateix rei Jordi III del Regne Unit, i decideix que Armani hauria de ser reconegut com a usurpador i exiliat a l'illa de Santa Helena, i el veritable Bonaparte hauria de ser alliberat.

## Repartiment
- David Suchet - Napoleó Bonaparte
- Stephen Fry| - Lord Wellington
- Dominique Pinon - Armani
- Alexandra Vandernot - Lady Edwina
- Jim Dank - Capità Clochard
- Jason Watkins - Capità Worplesdon

## Producció
A finals dels anys 80, Javier Ibarretxe (1961-2014) i els seus germans van fundar la companyia cinematogràfica Ibarretxe & Co. Esteban Ibarretxe i José Miguel Ibarretxe van escriure el guió i la direcció, Javier va ser el productor de la pel·lícula i Santiago Ibarretxe va escriure la música. <<<<van col·laborar en la producció el Departament de Cultura del Govern Basc, Ibarretxe y Co. S.L, Sociedad Kino Vision, Ciné B. (França), Pathé Image (França) i Spice Factory (Regne Unit).

## Rodatge
El rodatge va tenir lloc al País Basc del 2 d'agost al 5 d'octubre de 1999. Alguns exteriors es van rodar al palau Artaza de Getxo amb un pressupost de 750 milions de pessetes.

## Llançament
La pel·lícula es va presentar al XXXIII Festival Internacional de Cinema Fantàstic de Catalunya (14 d'octubre de 2000) i al Miami Franco-Spanish Film Festival (19 de juliol de 2001). No va rebre cap premi.

## Crítica
La pel·lícula no va ser un èxit de públic: a Espanya va ser vista per 50.825 persones, els ingressos de taquilla van ascendir a 205.940 euros (a 10 d'agost de 2002).A IMDb té una puntuació de 4,6 sobre 10.

## Enllaços extens
- Tràiler de la pel·lícula a YouTube